# Hemiboea rubribracteata
Hemiboea rubribracteata är en tvåhjärtbladig växtart som beskrevs av Z.Y. Li och Y. Liu. Hemiboea rubribracteata ingår i släktet Hemiboea och familjen Gesneriaceae. Inga underarter finns listade i Catalogue of Life.